# Raúl Gudiño
Raúl Gudiño (* 22. April 1996 in Guadalajara, Jalisco) ist ein mexikanischer Fußballspieler auf der Position des Torwarts.

## Laufbahn
Gudiño erhielt seine fußballerische Ausbildung im Nachwuchsbereich seines Heimatvereins CD Guadalajara, bei dem er 2014 auch seinen ersten Profivertrag erhielt. Zuvor hatte er bereits das Tor der mexikanischen  Juniorennationalmannschaft gehütet, mit der er 2013 die CONCACAF U-17-Meisterschaft gewann und Vizeweltmeister wurde.
Dennoch kam Gudiño erst vier Jahre später erstmals für seinen Heimatverein in der höchsten mexikanischen Spielklasse zum Einsatz, als er mit Chivas am 21. Juli 2018 das Auftaktspiel der Apertura 2018 beim Club Tijuana (1:2) verlor. Zuvor war er zunächst an den FC Porto ausgeliehen worden, der ihn ein Jahr später erwarb. Doch auch in der höchsten portugiesischen Spielklasse kam Gudiño in seinen drei Jahren beim FC Porto zu keinem einzigen Einsatz, sondern er war in dieser Zeit regelmäßiger Stammtorwart von dessen B-Elf, mit der er in der Saison 2015/16 die Meisterschaft der Segunda Liga gewann, wenngleich er in den letzten Monaten der Meisterschaftsrunde an den Ligakonkurrenten União Madeira ausgeliehen war, für den er insgesamt elfmal zwischen den Pfosten stand. In der darauffolgenden Saison 2016/17 gewann er mit dem FC Porto B den Premier League International Cup.
In der Saison 2017/18 war Gudiño auf Leihbasis für den zypriotischen Rekordmeister APOEL Nikosia tätig, für den er in dieser Spielzeit zweimal in der heimischen Liga eingesetzt wurde und den 27. Meistertitel in dessen Vereinsgeschichte gewann. Einen in seinem Heimatland Mexiko viel beachteten Einsatz absolvierte Gudiño am 17. Oktober 2017, als er im dritten Gruppenspiel der UEFA Champions League 2017/18 gegen Borussia Dortmund (1:1) der erste mexikanische Torhüter war, der in einem Spiel der UEFA Champions League eingesetzt wurde.
Für die Apertura 2018 wurde der gebürtige Tapatío von seinem Heimatverein Chivas zurückgeholt, um den zum Club León abgewanderten bisherigen Stammtorwart Rodolfo Cota zu ersetzen.

## Erfolge

### Verein
- Meister der Segunda Liga: 2015/16 (mit FC Porto B)
- Gewinner des Premier League International Cup: 2016/17 (mit FC Porto B)
- Zypriotischer Meister: 2017/18 (mit APOEL Nikosia)

### Nationalmannschaft
- CONCACAF U-17-Meister: 2013
- Vizeweltmeister U-17: 2013